# مامادو ديالو (لاعب كرة قدم برتغالي)
مامادو ديالو هو لاعب كرة قدم برتغالي، ولد في 17 مارس 1995 في كوناكري في غينيا. لعب مع زمبرو تشيسيناو.

## وصلات خارجية
- مامادو ديالو على موقع قاعدة بيانات كرة القدم.إي يو (الإنجليزية)
- مامادو ديالو على موقع Soccerway.com (الإنجليزية)